# Kosovo en los Juegos Olímpicos de París 2024
Kosovo estuvo representado en los Juegos Olímpicos de París 2024 por nueve deportistas, siete mujeres y dos hombres, que compitieron en cuatro deportes.
Los portadores de la bandera en la ceremonia de apertura fueron los judokas Akil Gjakova y Nora Gjakova.

## Medallistas
El equipo olímpico kosovar obtuvo las siguientes medallas:
| Nombre           | Deporte | Competición |
| ---------------- | ------- | ----------- |
| Oro              |         |             |
| —                |         |             |
| Plata            |         |             |
| Distria Krasniqi | Judo    | –52 kg F    |
| Bronce           |         |             |
| Laura Fazliu     | Judo    | –63 kg F    |